# Josh Okogie
Joshua Aloiye Okogie (ur. 1 września 1998 w Lagos) – nigeryjski koszykarz, występujący na pozycji rzucającego obrońcy, posiadający także amerykańskie obywatelstwo, aktualnie zawodnik Phoenix Suns.
W 2015 wziął udział w turnieju Nike Global Challenge, gdzie zajął piąte miejsce i został zaliczony do I składu imprezy.
2 lipca 2022 został zawodnikiem Phoenix Suns.
15 stycznia 2025 został zawodnikiem Charlotte Hornets.

## Osiągnięcia
Stan na 7 lutego 2023, na podstawie, o ile nie zaznaczono inaczej.
NCAA
- Zaliczony do:
  - I składu:
  - najlepszych pierwszorocznych zawodników konferencji Atlantic Coast (ACC – 2017)
  - turnieju National Invitation Tournament (2017)
  - III składu ACC (2018)
- Najlepszy pierwszoroczny zawodnik tygodnia ACC (28.11.2016, 2.01.2017, 16.01.2017, 30.01.2017)
- Lider ACC w liczbie celnych (180) i oddanych (241) rzutów wolnych (2017)

NBA
- Uczestnik Rising Stars Challenge (2019[6], 2020[7])

Reprezentacja
- Brązowy medalista mistrzostw świata U–19 (2017)